# 2ª Divisione granatieri "Littorio"
La 2ª Divisione granatieri "Littorio" fu una delle quattro divisioni regolari dell'Esercito della Repubblica Sociale Italiana di Benito Mussolini. Anche se era una formazione di fanteria, venne formalmente indicata come una formazione di "granatieri" per innalzare il morale, anche se in realtà il termine granatiere nella tradizione militare italiana si riferisce alle Guardie (unità selezionate specialmente riguardo all'altezza).

## Storia
La 2ª Divisione granatieri «Littorio» fu ufficialmente costituita il 7 aprile 1944 a Sennelager, cittadina presso Paderborn in Vestfalia, che funse da centro di raccolta e di addestramento della divisione. L'addestramento del gruppo di istruttori era iniziato a metà novembre 1943; agli inizi di aprile la divisione aveva i quadri (3.000 uomini) al completo e a metà aprile, con oltre un mese e mezzo di ritardo rispetto alle date stabilite, cominciarono ad affluire le reclute. Ad agosto 1944 l'unità schierava 18.500 uomini; nello stesso mese i reparti furono trasferiti a Münsingen, Minden e Feldstennen, dove completarono l'addestramento. Nell'estate del 1944 a Sennelager la divisione ricevette la visita di Mussolini e del maresciallo Graziani.
La 2ª Divisione granatieri «Littorio» rientrò in Italia tra il 20 ottobre e il 1º novembre 1944 e fu schierata a ridosso della Linea Gotica, nell'Oltrepò Pavese, alle dipendenze del LXXV Armeekorps tedesco in funzione anti-guerriglia, ma il Comandante di Divisione, il generale Agosti, riuscì a ottenere di spostarla sul fronte occidentale al confine francese, fra il colle di Tenda e il Piccolo San Bernardo. Per mesi la divisione resistette a tutti i tentativi dei franco-americani miranti a occupare territori italiani, riuscendo anzi nel contrario, perché alla fine era in possesso di alcune teste di ponte in territorio francese. Il 27 aprile 1945, dopo una strenua difesa dei confini dalle forze francesi e americane, con la fine della Repubblica Sociale Italiana, quando l'unità era ancora in possesso di alcuni territori francesi, il generale Agosti promulgò l'ordine di scioglimento della divisione, venendo poi catturato dagli Alleati, ma gli alpini dei battaglioni «Varese» e «Bergamo» del Reggimento alpini della divisione e gli obici della 12ª Batteria del Gruppo «Mantova» del 1º Reggimento artiglieria della 4ª Divisione alpina «Monterosa"» affiancarono le Fiamme Verdi del CLNAI fino all'8 maggio, e contribuirono a fermare il tentativo di annessione della Valle d'Aosta alla Francia, in un'insolita alleanza tra partigiani italiani e soldati della RSI.
Dopo la cattura il generale Agosti fu rinchiuso nel campo di concentramento di Coltano e accusato di aver commesso crimini di guerra. Mentre si trovava rinchiuso nel carcere militare di Forte Boccea a Roma, però, preferì suicidarsi piuttosto che essere giudicato da una giuria che egli riteneva parziale e «traditrice».

## Inquadramento

Bandiera di guerra della RSI

La Divisione inquadrava i seguenti reparti:
| Unità della 2ª Divisione Granatieri «Littorio»         |
| Reggimento Granatieri su 3 battaglioni e 16 Compagnie; |
| Reggimento Alpini su 3 Battaglioni e 16 Compagnie;     |
| Reggimento di Artiglieria su 4 Gruppi e 12 Batterie    |
| Gruppo Esploratori su 3 Squadroni Pesanti;             |
| Gruppo Cacciatori Carri;                               |
| Battaglione Pionieri;                                  |
| Battaglione Trasporti;                                 |
| Battaglione Complementi.                               |

### Organizzazione (nel dettaglio)

Il generale Tito Agosti, comandante della divisione

| Unità appartenenti alla 2ª Divisione Granatieri «Littorio»         |
| Quartier Generale di divisione (Comandante: Generale Tito Agosti). |
| Truppe divisionali:                                                |
| battaglione esplorante                                             |
| Compagnia anticarri (motorizzato con cannoni 8,8 cm PaK)           |
| battaglione genio da montagna d'assalto                            |
| Battaglione trasmissioni                                           |
| Battaglione trasporti                                              |
| battaglione complementi "Littorio"                                 |
| Scuola d'Alpinismo e Sci                                           |
| sezione polizia militare                                           |
| Deutsche Verbindungs Kommando 181 ("Unità collegamento tedesco")   |
| Reggimento di fanteria                                             |
| Compagnia comando reggimentale                                     |
| colonna leggera                                                    |
| compagnia "Cacciatori Carri"                                       |
| I battaglione di fanteria                                          |
| II battaglione di fanteria                                         |
| III battaglione di fanteria                                        |
| Reggimento "Alpini"                                                |
| Compagnia comando reggimentale                                     |
| colonna leggera                                                    |
| compagnia "Cacciatori Carri"                                       |
| battaglione di Alpini "Varese"                                     |
| battaglione di Alpini "Bergamo"                                    |
| battaglione di Alpini "Edolo"                                      |
| Reggimento Artiglieria                                             |
| 1 Gruppo dotato di Škoda 10 cm Vz. 1914 trainato da cavalli        |
| 3 Gruppo dotato di 65/17 Mod. 1908/1913 trasportato da muli.       |